# Comastoma henryi
Comastoma henryi là một loài thực vật có hoa trong họ Long đởm. Loài này được (Hemsl.) Holub mô tả khoa học đầu tiên năm 1968.